# Европско првенство у фудбалу 2012 — Група Ц
Утакмице Групе Ц на Европском првенству у фудбалу 2012. су одигране између 10. јуна и 18. јуна 2012. У овој групи су се налазиле репрезентације Шпаније, Италије, Ирске и Хрватске. Прва два тима из групе су прошла у четвртфинале. Први из групе ће играти са другим из групе Д, док ће други из групе Ц играти са првим из групе Д.

## Састави
- Састави репрезентација Групе Ц

## Резултати
Сва времена су локална (UTC+2)

### Шпанија - Италија
| Шпанија      | 1 : 1    | Италија       |
| ------------ | -------- | ------------- |
| Фабрегас 64’ | Извештај | ди Натале 61’ |

### Ирска - Хрватска
| Ирска          | 1 : 3    | Хрватска                       |
| -------------- | -------- | ------------------------------ |
| Сент Леџер 19’ | Извештај | Манџукић 3’, 49' · Јелавић 43’ |

### Италија - Хрватска
| Италија   | 1 : 1    | Хрватска     |
| --------- | -------- | ------------ |
| Пирло 39’ | Извештај | Манџукић 72’ |

### Шпанија - Ирска
| Шпанија                                  | 4 : 0    | Ирска |
| ---------------------------------------- | -------- | ----- |
| Торес 4’, 70' · Силва 49’ · Фабрегас 83’ | Извештај |       |

### Хрватска - Шпанија
| Хрватска | 0 : 1    | Шпанија   |
| -------- | -------- | --------- |
|          | Извештај | Навас 88’ |

### Италија - Ирска
| Италија                   | 2 : 0    | Ирска |
| ------------------------- | -------- | ----- |
| Касано 35’ · Балотели 90’ | Извештај |       |

## Табела
|    | Табела групе Ц | И | П | Н | И | ДГ | ПГ | ГР | Бод. |
| -- | -------------- | - | - | - | - | -- | -- | -- | ---- |
| 1. | Шпанија        | 3 | 2 | 1 | 0 | 6  | 1  | +5 | 7    |
| 2. | Италија        | 3 | 1 | 2 | 0 | 4  | 2  | +2 | 5    |
| 3. | Хрватска       | 3 | 1 | 1 | 1 | 4  | 3  | +1 | 4    |
| 4. | Ирска          | 3 | 0 | 0 | 3 | 1  | 9  | -8 | 0    |